# Con poder
Con Poder es el tercer álbum de estudio del rapero puertorriqueño Vico C, lanzado el 18 de junio de 1996 a través de Sony BMG. Este álbum representa un hito histórico en la música urbana latina al ser la primera producción de contenido completamente cristiano de Vico C, marcando su transformación espiritual tras su conversión religiosa después del accidente de motocicleta que casi le costó la vida en República Dominicana.
Con Poder constituye una declaración revolucionaria en un momento cuando la fusión entre música urbana y cristianismo era impensable en la cultura caribeña e hispanoamericana emergente, donde el género urbano no era bien visto en los círculos religiosos tradicionales. El álbum demostró que era posible crear música rap de alta calidad con mensajes espirituales profundos, estableciendo un precedente para el rap cristiano en español.

## Contexto histórico y conversión
Tras el éxito de Xplosión (1993), Vico C experimentó un período de transformación personal profunda. Durante una gira en República Dominicana, sufrió un grave accidente de motocicleta que resultó en lesiones severas en una de sus piernas, casi llevándolo a la amputación. La hospitalización prolongada y los constantes dolores lo llevaron a desarrollar adicción a la morfina y posteriormente a la heroína, según se relata en su película autobiográfica "Vico C: La Vida del Filósofo".
Este período de crisis personal culminó en una experiencia de conversión religiosa que cambiaría radicalmente su perspectiva musical y personal. La decisión de crear un álbum completamente cristiano era audaz y arriesgada, considerando que podría alienar a su base de fanáticos secular y enfrentar resistencia tanto de la industria musical como de sectores religiosos conservadores.

## Desarrollo del proyecto
La visión de crear un álbum totalmente cristiano se manifestó temprano en el proceso creativo. Como prueba de concepto, Vico C lanzó dos sencillos promocionales en 1994-1995 que expresaban claramente su nueva dirección: «Humolandia» y «Necesitamos de Él», distribuidos a través de su propio sello VC Productions como un cassette/CD single.
Estos sencillos funcionaron como una declaración de intenciones, demostrando que su próximo álbum no sería secular sino completamente cristiano. De manera interesante, solo «Humolandia» pasó el corte final para Con Poder, siendo regrabada en una versión más reggaetonera, mientras que «Necesitamos de Él» fue descartada del proyecto final.

## Contenido temático y análisis lírico
Con Poder aborda temas profundamente espirituales y sociales desde una perspectiva cristiana. El álbum presenta una variedad temática que incluye adoración, crítica social bíblica, testimonios personales y llamados al arrepentimiento. Las canciones como «Danza» invocan referencias bíblicas al rey David y la adoración a través del movimiento, mientras que «Libro Controversial» presenta una defensa apasionada de la Biblia como fuente de sabiduría para entender los problemas sociales contemporáneos.
«Plomo» aborda la violencia urbana desde una perspectiva cristiana, utilizando referencias bíblicas para contrastar el poder de las armas con el poder divino. «La Roca» presenta una metáfora central del cristianismo, contrastando las "rocas" terrenales (drogas) con la roca espiritual sólida. «Fuego» utiliza la metáfora bíblica del fuego purificador, mientras que «Sin Semilla» adapta la parábola del sembrador de Jesús al contexto urbano contemporáneo.

## Producción musical e innovaciones
Musicalmente, Con Poder incorpora elementos diversos que van desde el hip hop tradicional hasta influencias de reggae, música tropical y elementos que prefiguran el reguetón. El álbum incluye samples creativos como el uso de la banda sonora de "Il buono, il brutto, il cattivo" (El Bueno, el Malo y el Feo) en «Plomo», y una colaboración notable con la banda española Seguridad Social en una versión de «Un Beso y Una Flor» de Nino Bravo. Esta última colaboración, acreditada como "cortesía de DRO East West", representa una de las primeras fusiones formales entre rap latino y rock español, demostrando la ambición artística del proyecto y su alcance internacional.

## Impacto cultural y legado
Con Poder estableció un precedente fundamental para el rap cristiano en español, demostrando que era posible mantener la autenticidad artística mientras se transmitían mensajes espirituales profundos. El álbum desafió las percepciones tanto de la música cristiana como de la música urbana, creando un nuevo espacio para la expresión espiritual en el hip hop latino. El proyecto influyó en una generación de artistas que posteriormente explorarían la fusión entre música urbana y cristianismo, estableciendo las bases para lo que eventualmente se convertiría en un subgénero consolidado. La valentía artística de Vico C al arriesgar su carrera comercial por su convicción espiritual se convirtió en un testimonio poderoso que resonó más allá de los círculos musicales.

## Sencillos y promoción
«Humolandia» sirvió como el primer sencillo oficial, originalmente lanzado en 1995 como parte del EP promocional. La canción presenta una metáfora creativa sobre el destino espiritual, utilizando la imagen de un vuelo con destino a "Humolandia" (tierra del humo) para hablar sobre las consecuencias de las decisiones de vida.
«La Movida» funcionó como el sencillo principal del álbum en 1996, estableciendo el tono del nuevo mensaje de Vico C con su lírica directa sobre "limpiar el territorio" con la palabra de Dios.
«Danza» fue promovido como tercer sencillo, presentando una celebración de la adoración cristiana a través del movimiento, con referencias directas a la danza del rey David.

## Lista de canciones
| N.º   | Título                                           | Géneros/Estilos        | Duración |  |
| 1.    | «La Movida» (Sencillo principal)                 | Hip Hop, Reggae        | 3:32     |  |
| 2.    | «La Roca» (Metáfora sobre drogas vs. fe)         | Hip Hop, Latin         | 3:18     |  |
| 3.    | «Danza» (Adoración bíblica)                      | Hip Hop, Pop           | 3:13     |  |
| 4.    | «Humolandia» (Regrabación del single 1995)       | Hip Hop, Reggae, Latin | 4:43     |  |
| 5.    | «Con Poder» (Canción titular)                    | Hip Hop, Latin         | 4:27     |  |
| 6.    | «Fuego» (Metáfora del fuego purificador)         | Hip Hop, Reggae        | 4:43     |  |
| 7.    | «Si Semilla» (Parábola del sembrador)            | Hip Hop, Latin, Pop    | 3:47     |  |
| 8.    | «Libro Controversial» (Defensa de la Biblia)     | Hip Hop, Latin         | 3:12     |  |
| 9.    | «Plomo» (Sample de "El Bueno, el Malo y el Feo") | Hip Hop, Reggae        | 4:21     |  |
| 10.   | «Un Beso y Una Flor» (Con Seguridad Social)      | Pop, Latin, Hip Hop    | 4:43     |  |
| 39:59 |                                                  |                        |          |  |

## Personal
Créditos adaptados de las notas del álbum y datos de producción.
Artista principal
- Vico C – voz, composición, producción

Colaboraciones especiales
- Seguridad Social – interpretación en "Un Beso y Una Flor"

Producción
- Sony BMG – sello
- DRO East West – cortesía para "Un Beso y Una Flor"

## Antecedentes: El single promocional "Humolandia" (1994)
Como antecedente directo de Con Poder, Vico C lanzó un single promocional a través de VC Productions que incluía:
Lado A:
- «Humolandia» (versión original)

```
 - Arreglos MIDI: Joaquín
 - Bajo: Rickie Encarnacion  
 - Guitarra: Rousty
```

Lado B:
- «Necesitamos de Él»

```
 - Arreglos y guitarra: Ito Serrano
```

Producción del single:
- Grabado en: Play Bach Studio y Power Light Studio
- Mezclado en: Play Bach Studio y Power Light Studio
- Editorial: El Filosofo Publishing
- Productor: Crysell, Vico
- Diseño: Eddie López

Este single demostró la claridad de su nueva visión musical y sirvió como prueba de que su próximo álbum sería completamente cristiano, algo revolucionario en la música urbana de la época.

## Legado histórico
Con Poder no solo transformó la carrera de Vico C, sino que redefinió las posibilidades del rap en español. El álbum demostró que la música urbana podía ser un vehículo poderoso para mensajes espirituales profundos sin comprometer la calidad artística o la autenticidad del género.
El proyecto estableció las bases para el desarrollo posterior del rap cristiano latino e influyó en la percepción de la música urbana dentro de las comunidades religiosas. La valentía de Vico C al arriesgar su carrera comercial por su convicción espiritual se convirtió en un testimonio que trascendió la música, inspirando a una generación de artistas a explorar temas espirituales en sus obras. La influencia de Con Poder se puede rastrear en el trabajo posterior de innumerables artistas de música urbana que incorporaron elementos espirituales en sus composiciones, consolidando a Vico C no solo como pionero del rap latino, sino también como fundador del rap cristiano en español.